# Ploiaria aptera
Ploiaria aptera är en insektsart som beskrevs av Mcatee och Malloch 1925. Ploiaria aptera ingår i släktet Ploiaria och familjen rovskinnbaggar. Inga underarter finns listade i Catalogue of Life.